# Turonio
Única região do convento bracarense que não se sumou a Portugal no momento da sua independência. Pertencia daquela ao Bispado de Tui da mesma maneira que outras regiões do Minho. Portugal reclamou a sua soberania sobre ele em diferentes ocasiões mas nunca a obteve durante demasiado tempo.
Geograficamente limita ao Norte com a Ria de Vigo e o Rio Verdugo ao Leste e Sul com o Rio Minho. Na actualidade é um topónimo pouco empregado mas em processo de recuperação.
O seu território é conhecido pela cidade de Vigo, a cidade maior de Galiza.